# Digital Bounce
Digital Bounce é o primeiro extended play (EP) do cantor sul-coreano Se7en. Foi lançado em 21 de julho de 2010 pela YG Entertainment. Após o lançamento de seu quarto álbum de estúdio Sevolution em 2006, Se7en passou os próximos três anos produzindo sua entrada no mercado musical estadunidense. Após ter passado por um período infrutífero, ele retornou à Coreia do Sul e iniciou o processo de gravação de canções para Digital Bounce. O álbum apresenta uma presença mais proeminente do gênero EDM do que em seus álbuns anteriores, mas ainda incorpora os estilos pop e R&B característicos do cantor.
Digital Bounce foi lançado após uma pausa de três anos e oito meses de Se7en. Após seu lançamento, alcançou a posição de número dois na parada Albums da Gaon. Ele produziu os singles "Better Together" e  "I'm Going Crazy", que atingiram as posições de número cinco e trinta e três, respectivamente, da parada Digital da referida parada. Na Coreia do Sul, Digital Bounce vendeu 24,600 cópias no ano de 2010.

## Antecedentes, lançamento e promoção
Após Se7en lançar seu quarto álbum de estúdio Sevolution em novembro de 2006, o mesmo passou a preparar-se para entrar no mercado de música estadunidense com música em língua inglesa em 2007. Após três anos se promovendo nos Estados Unidos, e obtendo resultados inconclusivos no que diz respeito a sua música e com saudades de casa, o cantor retornou a Coreia do Sul. Acredita-se que a barreira do idioma, bem como a falta de lançamentos e marketing adequados, tenham levado ao fracasso de Se7en nos Estados Unidos. Durante o período que se manteve fora da Coreia do Sul, os grupos e companheiros de gravadora BIGBANG e 2NE1, dentre outros,  surgiram em seu mercado musical. Como resultado, a presença de solistas passou a encolher. Diante disto, Se7en expressou sua ânsia em retornar, afirmando que estava "pronto para reiniciar com uma mente fresca".
Foi anunciado que o cantor havia completado a gravação de um álbum em maio de 2010.. Ele havia sido planejado para ser lançado no mês de seu anúncio, entretanto foi postergado até o mês de julho. Em 13 de julho de 2010, foi revelado um video musical e a lista de faixas de Digital Bounce. Em 20 de julho, a fim de promover o novo álbum, Se7en realizou uma festa e uma conferência de imprensa em Cheongdam-dong área de Seul, Coreia do Sul. Foi estimado a presença de 350 fãs. Digital Bounce foi lançado no dia seguinte.
Em 29 de julho de 2010, Se7en iniciou as promoções do single "Better Together" e da canção "Digital Bounce" no programa de música M! Countdown da Mnet. Ele também realizou seu retorno com apresentações nos programas Show! Music Core da MBC e Inkigayo da SBS. A segunda vitória da canção no programa M! Countdown gerou uma controvérsia, quando internautas apontaram que, com base no sistema de gráficos do programa, a mesma deveria ter se classificado em número nove e não o número um. Eles alegaram ainda que a estreita ligação entre a YG Entertainment e a Mnet, poderia ter levado o M! Countdown a manipular seu gráfico em favor de Se7en. No fim do mês de setembro iniciou-se as promoções do single "I'm Going Crazy", seu vídeo musical foi lançado em 29 de setembro e no dia seguinte, suas apresentações em programas de música deram início.

## Composição
Digital Bounce apresenta um estilo de música semelhante a seus trabalhos anteriores, mas com um "toque de sua própria cor". Se7en expressou que suas canções poderiam parecer "um pouco não familiares" aos olhos de seus fãs.  Ele incorpora EDM e R&B, com "elementos de Hip hop". Kang Seon-ae, escritor do MyDaily, sentiu que as "melodias sofisticadas" do álbum ajudaram a criar um gênero musical único.
A canção "Digital Bounce" que dá nome ao álbum e contém a participação do rapper T.O.P do BIGBANG, foi descrita como uma canção de clube eletrônica. Semelhantemente a "Better Together" que também apresentou sons eletrônicos e tanto os vocais de Se7en quanto sua produção receberam elogios. "I'm Going Crazy" é uma canção de R&B e pop de tempo médio, similar a seus primeiros trabalhos. "Money Can not Buy Me Love" é a única canção em língua inglesa no álbum. A canção "Drips" que retrata sobre intimidade, foi proibida pelo Ministério da Igualdade de Género e Família por sua letra "sexualmente sugestiva". Como resultado, a mesma foi rotulada como sendo para maiores de 19 anos em serviços de venda de música digital.

## Desempenho comercial
Com três dias nas paradas, Digital Bounce estreou na posição de número quatro na parada mensal da Gaon referente ao mês de julho e de número dois na parada semanal da mesma. No mês de agosto sua posição foi de número vinte. Com 24,604 cópias vendidas durante o ano de 2010, o álbum posicionou-se em sessenta e dois na parada anual de álbuns da Gaon.

## Faixas
| N.º            | Título                                       | Letras                         | Música                         | Duração |  |
| 1.             | "Reset (Intro)"                              | Big Tone                       | Big Tone, Choi Pil-gang        | 0:55    |  |
| 2.             | "Digital Bounce" (com participação de T.O.P) | Choi Pil-gang, T.O.P           | Choi Pil-gang                  | 3:29    |  |
| 3.             | "Better Together"                            | Teddy                          | Teddy                          | 3:38    |  |
| 4.             | "I'm Going Crazy"                            | Teddy                          | Teddy                          | 3:43    |  |
| 5.             | "Money Can't Buy Me Love"                    | Walt Anderson                  | Teddy Park, Walt Anderson      | 3:45    |  |
| 6.             | "Drips"                                      | Big Tone, Choi Pil-gang        | Big Tone                       | 3:22    |  |
| 7.             | "Roller Coaster"                             | Ham Seung-cheon, Kang Wook-jin | Ham Seung-cheon, Kang Wook-jin | 3:33    |  |
| Duração total: | Duração total:                               | Duração total:                 | Duração total:                 | 20:56   |  |

## Desempenho nas paradas
| Paradas (2010)                          | Melhor posição |
| --------------------------------------- | -------------- |
| Coreia do Sul Gaon album chart          | 2              |
| Coreia do Sul Gaon domestic album chart | 2              |